# Ingrid Steeger
Ingrid Steeger, geboren als Ingrid Anita Stengert, (Berlijn, 1 april 1947 – Bad Hersfeld, 22 december 2023) was een Duitse actrice en televisiester.

## Jeugd
Ingrid Steeger werd als derde kind geboren in een familie van zakenmensen. Ze bezocht de handelsschool in Berlijn en werkte voorts als secretaresse bij een architectenbureau. De fotograaf Frank Quade haalde haar over om fotomodel te worden. In 1968 gaf ze zichzelf de artiestennaam Steeger. In Berlijn werd ze tot Miss Filmfestival gekozen.

## Carrière
Ze maakte haar speelfilmdebuut in 1970 in de film Die liebestollen Baronessen. Aan het begin van haar carrière was ze meestal als vrijpostige softseks-vertolkster en lolbroek bekend. Algemene bekendheid kreeg ze in de tv-serie Klimbim van Michael Pfleghar, samen met Elisabeth Volkmann, Horst Jüssen, Wichart von Roëll en Peer Augustinski. De serie draaide tot 1979. In 1975 speelde ze mee in de populaire krimi Derrick in aflevering 10 van seizoen 2 "Hoffmanns Höllenfahrt".
In de jaren '70 behoorde ze tot de populairste tv-sterren. De fabrikanten van de merken Rolo en Old Spice ontdekten haar capaciteiten voor de reclamewereld en namen haar in dienst als lokmiddel voor hun producten. Ze werd daardoor een van de eerste vrouwelijke actrices die producten aanprezen. Ze werd meermaals onderscheiden met de lezersprijs Bravo Otto van het jeugdblad Bravo. In 1975 verschenen erotische foto's van Steeger in de Playboy. Ze bracht ook het album Ingrid Steeger singt Klimbim uit.
Na Klimbim speelde ze met Iris Berben in de serie Zwei himmlische Töchter. Ze was in talrijke tv-films en -series te zien, maar ook in bioscoopfilms. Ook in 1987 speelde ze een rol in de populaire krimi Derrick: in aflevering 4 van seizoen 14 "Absoluter Wahnsinn".
De aanpassing naar het serieuze werk lukte haar met de rol van Mona in de vierdelige tv-serie Der große Bellheim (1992) van Dieter Wedel.
In 2004 beleefde de chaosfamilie Klimbim met dezelfde acteurs een wedergeboorte op het podium onder de titel Die Klimbim-Familie lebt! Na jaren zonder noemenswaardige verplichtingen en na beëindiging van de theatervoorstellingen van de Klimbimfamilie, teweeggebracht door het overlijden van Elisabeth Volkmann (2006) en Horst Jüssen (2008), evenals door een infarct van Peer Augustinski, was Ingrid Steeger aangewezen op een werkloosheidsuitkering. In februari 2011 stond ze weer op het podium van de Komödie Kassel in het theaterstuk Jackpot en in mei 2012 stond ze weer op dat podium in het stuk Gatte gegrillt. Van november 2012 tot februari 2013 acteerde ze in het stuk Der Kurschattenmann in het Theater am Dom te Keulen. In november 2014 presenteerde ze Herzgeschichten – Erotisches und heiter Besinnliches von Goethe bis Marilyn Monroe in het Kammerspielchen in Solingen.

## Privéleven
In 1973 trouwde Ingrid Steeger met de cameraman Lothar Elias Stickelbrucks, maar dit huwelijk werd twee jaar later weer ontbonden. Daarna was regisseur Michael Pfleghar haar partner. In 1977 ging ze met grootwildjager Peter Koenecke naar Kenia. Van 1983 tot 1987 woonde ze samen met de acteur Jean-Paul Zehnacker en van 1988 tot 1992 was regisseur Dieter Wedel haar partner. Na de scheiding trouwde ze met de Amerikaanse milieuactivist Tom LaBlanc. Na deze scheiding in 1995 woonde ze een jaar lang samen met de acteur Bernd Seebacher in Zürich. In 1997 verhuisde ze naar Hamburg en sinds 2010 leefde ze teruggetrokken in München. In 2020 werd zij getroffen door een hartstilstand.
Over haar moeizame verhouding tot mannen schreef ze het in 2004 uitgebrachte boek Meine MANNschaft. Ze zette zich in voor geestelijk gehandicapte kinderen en kinderen met aids.
In 2022 overleefde Steeger een hartstilstand en corona.
Eind 2023 overleed ze op 76-jarige leeftijd.

## Onderscheidingen
- 1975: Bravo Otto in brons voor de populairste tv-ster
- 1976: Bravo Otto in zilver
- 1976: Goldene Kamera van het tv-tijdschrift Hörzu
- 1977: Bravo Otto in zilver
- 1978: Bravo Otto in goud
- 1990: Bambi

## Discografie

### Singles
- Ich bin nicht der Mount Everest
- Franz-Josef, nimm die Finger weg!
- Der muss Rhein ...
- Fly Me (de instrumentale titelmelodie van de Himmlischen Töchter, door Louis Kaplan & His Crew)

### Albums
- 1975: Ingrid Steeger singt Klimbim
- 1987: Ich will keine Schokolade ... Ich will lieber einen Mann

## Filmografie
- 1966: A belles dents
- 1968: Der Gorilla von Soho
- 1968: Der Partyphotograph
- 1969: Die Töchter von Glücksburg: Rat mal, wer heut bei uns schläft…?
- 1970: Die liebestollen Baronessen
- 1970: Ich – ein Groupie
- 1971: Die Tote aus der Themse
- 1971: Die Sex-Abenteuer der drei Musketiere
- 1971: Der lüsterne Türke (Die blonde Sexsklavin)
- 1971: Blutjunge Verführerinnen
- 1971: Ehemänner-Report
- 1971: Die goldene Banane von Bad Porno
- 1971: Die Stewardessen
- 1971: Sonne, Sylt und kesse Krabben
- 1972: Auf Befehl erschossen
- 1972: Die Bett-Hostessen
- 1972: Zum zweiten Frühstück: Heiße Liebe
- 1972: Bettkarriere
- 1972: Blutjunge Verführerinnen 2
- 1972: Hochzeitsnacht-Report
- 1972: Mädchen, die nach München kommen
- 1972: Massagesalon der jungen Mädchen
- 1972: Schulmädchen-Report. 4e aflevering: Was Eltern oft verzweifeln läßt
- 1972: Krankenschwestern-Report
- 1972: Blutjunge Verführerinnen 3
- 1973: Hausfrauen Report international
- 1973: Liebe in drei Dimensionen
- 1973: Der Kommissar – Das Komplott
- 1973: Schulmädchen-Report 5 – Was Eltern wirklich wissen sollten
- 1973: Junge Mädchen mögens heiß, Hausfrauen noch heißer
- 1973: Der Liebesmarkt
- 1974: Drei Männer im Schnee
- 1974: Ein langer Ritt nach Eden
- 1974: Münchner Geschichten – Maulhelden
- 1975: Derrick – Hoffmanns Höllenfahrt
- 1978: Zwei himmlische Töchter (miniserie)
- 1978: Zwei Kumpel in Tirol
- 1973–1979: Klimbim (tv-serie)
- 1980: Susi (miniserie)
- 1985: André schafft sie alle
- 1985: Glücklich geschieden (tv, stem)
- 1986: Warten auf Hugo
- 1987: Derrick – Absoluter Wahnsinn
- 1988: Wilder Westen inclusive (miniserie)
- 1989: Pension Corona (tv-serie)
- 1993: Der große Bellheim (miniserie)
- 1993: Familie Heinz Becker (aflevering Im Supermarkt)
- 1995: Zwei alte Hasen – Grandhotel
- 1996: Großstadtrevier – Der blonde Engel
- 1996: Rosamunde Pilcher – Eine besondere Liebe
- 1999: Die blaue Kanone
- 2000: Paul Is Dead
- 2002: Gute Zeiten, schlechte Zeiten
- 2002: Klinikum Berlin Mitte – Leben in Bereitschaft – Die grüne Fee
- 2004: Unser Charly – Charly und die Zebrafrau
- 2004: Edel & Starck – Eine Landpartie
- 2004: Crazy Race 2 – Warum die Mauer wirklich fiel
- 2006: Goldene Zeiten

- Biblioteca Nacional de España: XX1517415
- Bibliothèque nationale de France: cb142296845 (data)
- Gemeinsame Normdatei: 118909916
- International Standard Name Identifier: 0000 0000 6064 4407
- Library of Congress Control Number: no2013129915
- MusicBrainz: 1ec9724f-5d6e-4aa4-a6d5-11be07bf09b2
- Virtual International Authority File: 87243346
- WorldCat: E39PBJhhqYff9qtHj37G7JTfv3